# Sven Felix Kellerhoff
Sven Felix Kellerhoff (* 1971 in Stuttgart) ist ein deutscher Historiker, Journalist und Sachbuchautor.

## Leben und Wirken
Sven Kellerhoff ist der jüngere Sohn des ehemaligen Vorstandsmitglieds der Industriekreditbank AG und der Wohnungsbau-Kreditanstalt Berlin, Peter Kellerhoff (1930–2011). Mit einem Stipendium der Studienstiftung des deutschen Volkes studierte er v. a. an der Freien Universität Berlin Neuere und Alte Geschichte, Medienrecht und Publizistik. Als studentische Hilfskraft arbeitete er für Alexander Demandt und Henning Köhler. Nach dem Abschluss 1995 als Magister war er als Journalist in freier Mitarbeit tätig, unter anderem für die Berliner Zeitung, Die Welt, die Badische Zeitung und den Bayerischen Rundfunk. 1997/98 absolvierte Kellerhoff die Berliner Journalisten-Schule. Seit 1998 arbeitet er für den Axel Springer Verlag. Dort war er von 2000 bis 2002 Leiter der Wissenschaftsredaktion der Berliner Morgenpost und von 2002 bis 2003 verantwortlich für die Kulturberichterstattung in Berlin. Seit 2003 ist er leitender Redakteur für Zeit- und Kulturgeschichte in der Welt und der Berliner Morgenpost. Seit Dezember 2012 ist er verantwortlich für den Geschichtskanal der WELT/N24.
Kellerhoff ist ferner Autor verschiedener zeithistorischer Sachbücher, unter anderem über die Dolchstoßlegende, die Präventivkriegsthese, den Führerbunker, die Berliner Fluchttunnel, die Geschichte des politischen Attentats oder die Rote Armee Fraktion.
Kellerhoff war 2005 bis 2008 Beisitzer im Vorstand des Landesverbands Berlin des Deutschen Journalisten-Verbands.
Zusammen mit Martin Lutz und Uwe Wilhelm schrieb er den Kriminalroman Die Tote im Wannsee (2018).

## Werke (Auswahl)
- Deutsche Legenden. Vom ‚Dolchstoß‘ und anderen Mythen der Geschichte (mit Lars-Broder Keil), Links Verlag, Berlin 2002, ISBN 3-86153-257-3. online
- Attentäter. Mit einer Kugel die Welt verändern. Böhlau Verlag, Köln 2003, ISBN 3-412-03003-1.
- Als die Tage zu Nächten wurden. Berliner Schicksale im Bombenkrieg. Wieland Giebel (Hrsg.), Berlin Story Verlag, Berlin 2003, ISBN 3-929829-12-6.
- Hitlers Berlin. Geschichte einer Hassliebe. be.bra Verlag, Berlin 2005, ISBN 3-89809-061-2.
- Mythos Führerbunker. Hitlers letzter Unterschlupf. Berlin Story Verlag, Berlin 2006, ISBN 3-929829-43-6.
- Gerüchte machen Geschichte. Folgenreiche Falschmeldungen im 20. Jahrhundert (mit Lars-Broder Keil), Links Verlag, Berlin 2006, ISBN 3-86153-386-3.
- Zwischen Vermittlung und Vereinfachung: Der Zeithistoriker und die Medien, Zeitschrift für Geschichtswissenschaft, Band 54, 2006, S. 1082–1092
- Ortstermin Mitte. Auf Spurensuche in Berlins Innenstadt. Berlin Story Verlag, Berlin 2007, ISBN 978-3-929829-57-0.
- Reichstagsbrand. Die Karriere eines Kriminalfalls. be.bra, Berlin 2008, ISBN 978-3-89809-078-0.
- Die Fluchttunnel von Berlin. Mit Dietmar Arnold, Propyläen, Berlin 2008, ISBN 978-3-549-07341-4.
- »Kristallnacht«: das Novemberpogrom 1938 und die Verfolgung der Berliner Juden 1924 bis 1945. Berlin-Story-Verlag, Berlin 2008, ISBN 978-3-929829-66-2.
- Die Stasi und der Westen. Der Kurras-Komplex. Hoffmann und Campe, Hamburg 2010, ISBN 978-3-455-50145-2.
- Aus der Geschichte lernen. In: Handbuch zur Aufarbeitung von Diktaturen. Ein Projekt im Rahmen der Deutsch-Tunesischen Transformationspartnerschaft „Contre l’oubli“. Hrsg. Auswärtiges Amt; Gedenkstätte Berlin-Hohenschönhausen. Nomos, Baden-Baden 2013, ISBN 978-3-8487-0973-1.
- Heimatfront. Der Untergang der heilen Welt – Deutschland im Ersten Weltkrieg. Quadriga Verlag, Köln 2014, ISBN 978-3-86995-064-8.
- Hitlers Ende. Der Untergang im Führerbunker. Berlin-Story-Verlag, Berlin 2015, ISBN 978-3-86368-019-0.
- «Mein Kampf». Die Karriere eines deutschen Buches. Klett-Cotta, Stuttgart 2015, ISBN 978-3-608-94895-0. E-Book ISBN 978-3-608-10839-2. Rezensionen u. a. in der Zeitschrift für Geschichtswissenschaft, ZFG,[6] in der Süddeutschen Zeitung, SZ.[7]
- Die NSDAP. Eine Partei und ihre Mitglieder. Klett-Cotta, Stuttgart 2017, ISBN 978-3-608-98103-2. Rezension (u. a.) in der Literaturkritik.[8]
- Lob der Revolution. Die Geburt der deutschen Demokratie. WBG Theiss, Darmstadt 2018, ISBN 978-3-8062-3805-1.
- Ein ganz normales Pogrom: November 1938 in einem deutschen Dorf. Klett-Cotta, Stuttgart 2018, ISBN 978-3-608-98104-9. (Eine Arbeit über die Pogrome 1938 in dem rheinhessischen Dorf Guntersblum.)[9]
- Eine kurze Geschichte der RAF. Klett-Cotta, Stuttgart 2020, ISBN 978-3-608-98221-3.[10]
- Anschlag auf Olympia. Was 1972 in München wirklich geschah. wbg Theiss, Darmstadt 2022, ISBN 978-3-8062-4420-5.
- Der Putsch: Hitlers erster Griff nach der Macht. 1. Auflage. Klett-Cotta, Stuttgart 2023, ISBN 978-3-608-98188-9.
- Vorbild Helmut Schmidt? – Politische Führung in Krisen und Katastrophen, Hrsg. zusammen mit Helmut Stubbe da Luz (Hrsg.): Hamburg 2024, ISBN 978-3-8132-1124-5.
- «Röhm-Putsch!» 1934. Hitlers erste Mordaktion. Herder, Freiburg i. Br. 2024, ISBN 978-3-451-39896-4.

## Auszeichnungen
- Ehrenpreis der Gedenkstätte Berlin-Hohenschönhausen 2012[11]